# Plozévet
Plozévet is een gemeente in het Franse departement Finistère, in de regio Bretagne. De plaats maakt deel uit van het arrondissement Quimper. Plozévet telde op 1 januari 2022 2.963 inwoners.

## Geografie
De oppervlakte van Plozévet bedroeg op 1 januari 2022 27,18 vierkante kilometer; de bevolkingsdichtheid was toen 109 inwoners per km².

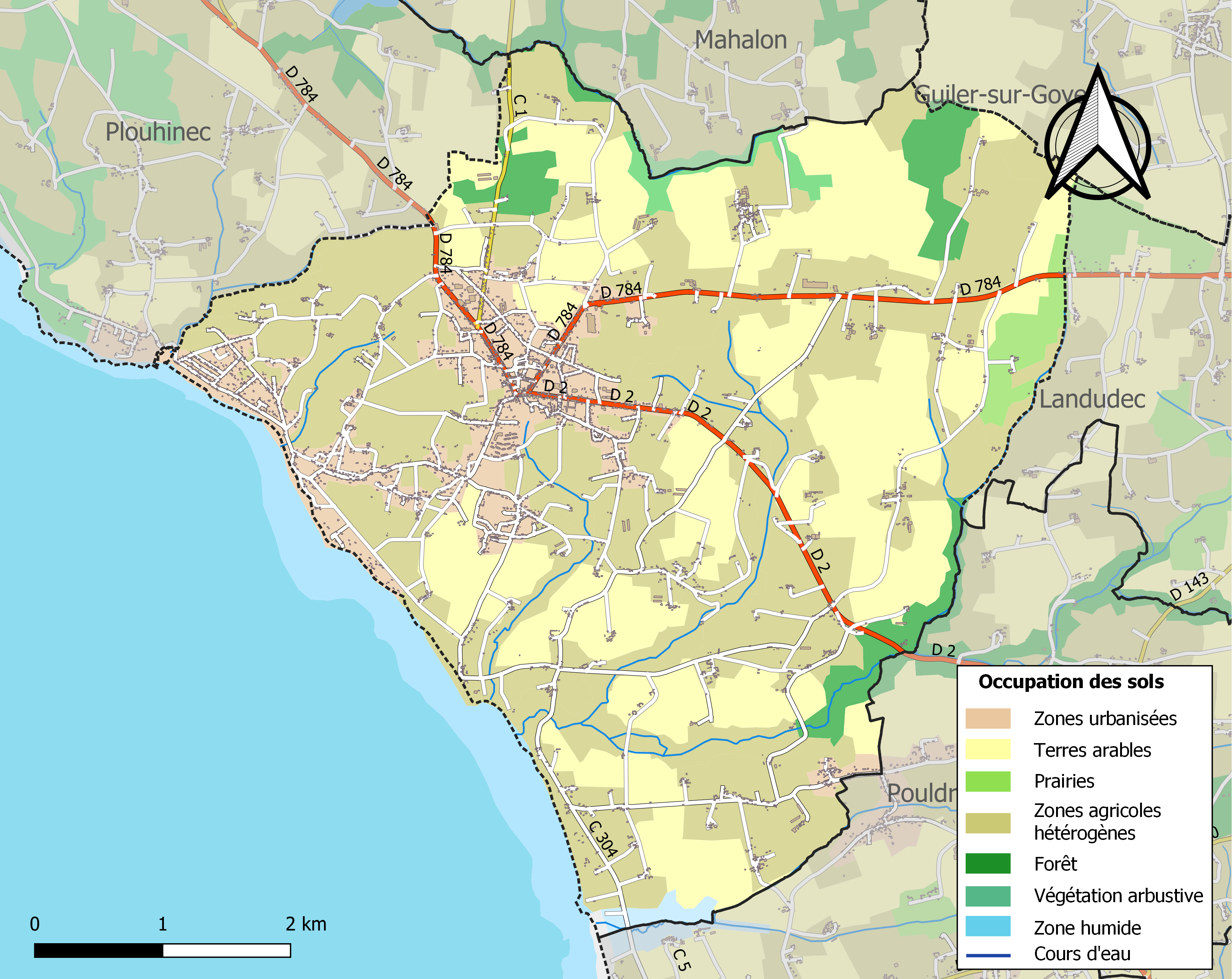
Kaart van de gemeente met belangrijkste infrastructuur, bodemgebruik en omliggende gemeenten

## Demografie
Onderstaande figuur toont het verloop van het inwonertal (bron: INSEE-tellingen).